# Науковий скептицизм

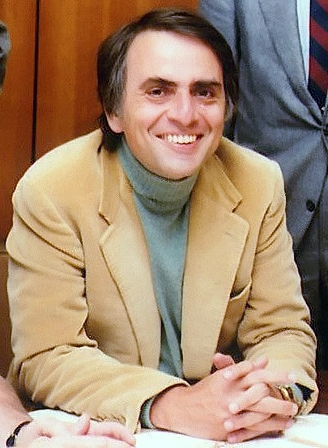
Карл Саган, автор концепції наукового скептицизму.

Науко́вий скептици́зм (англ. scientific skepticism, rational skepticism, інколи skeptical inquiry) — філософська позиція, за якою всі твердження, що не мають емпіричних доказів, слід поставити під сумнів, це також громадський рух, що стоїть на згаданій позиції та має на меті критичне вивчення пара- і псевдонаукових вчень.
Науковий скептицизм — практика ставити під сумнів достовірність концепцій, у яких відсутні експериментальні докази і відтворюваність результатів — є частиною методологічної наукової норми, покликаної забезпечувати приріст перевіреного знання. Наукові скептики використовують критичне мислення і дедуктивну логіку для оцінки заяв, у яких відсутнє експериментальне підтвердження. На практиці термін «науковий скептицизм» частіше застосовується до перевірки фактів, явищ і теорій, що перебувають поза основними течіями науки, ніж до вивчення загальноприйнятих наукових проблем. Найчастіше такої позиції дотримуються вчені щодо нових псевдонаукових тверджень або теорій.
Науковий скептицизм відрізняється від філософського скептицизму — напрямку в філософії, в рамках якого виражається сумнів у можливості достовірного знання, в існуванні будь-якого надійного критерію істини. Термін «науковий скептицизм» вперше був використаний в роботах К. Сагана («Контакт», 1985 та «Мільярди і мільярди», 1998). Пол Куртц в своїх працях використовував аналогічний термін — «Новий скептицизм».
Науковий скептицизм як громадський рух оформився в 1970-х роках в США на хвилі зростаючого інтересу до паранормальних явищ, уфології, астрології і т. п. проблемам. Науковий скептицизм був тісно пов'язаний з гуманістичним рухом. В 1980-ті роки товариства наукових скептиків з'являються і в інших країнах.

## Наукові скептики
Як кожен учений, науковий скептик намагається оцінити гіпотезу, ґрунтуючись на верифікованості і фальсифіковуваності, а не приймає гіпотезу на віру. Наукові скептики часто спрямовують свою критику на адресу гіпотез, теорій і вчень, які сумнівні або явно суперечать загальноприйнятій науці. Популярними об'єктами критики наукових скептиків є НЛО, астрологія, гомеопатія, парапсихологія та інші сучасні міфи і псевдонауки.
Багато наукових скептиків є атеїстами або агностиками, однак деякі (наприклад, Мартін Гарднер) вірять у бога.
Найвідоміші такі наукові скептики, як Айзек Азимов, Джеймс Ренді, Мартін Гарднер.

## Засоби поширення наукового скептицизму
Науковими скептиками видається ряд книг і журналів. У їх числі:
- Skeptic (США)
- Skeptic (Велика Британія)
- Skeptical Inquirer
- Скепсис (Росія)
- На захист науки

Телепередача «Руйнівники легенд» розглядається скептиками як така, що «відкрила новий фронт у боротьбі за наукову грамотність».

## Методи наукового скептицизму
- Сліпий метод — процедура проведення дослідження реакції людей на будь-який вплив, що полягає в тому, що випробувані не посвячуються у важливі деталі проведеного дослідження. Метод застосовується для виключення суб'єктивних факторів, які можуть вплинути на результат експерименту.
- Критерій Поппера
- Бритва Оккама

## Науково-скептичні організації
- Фонд Джеймса Ренді — приватний освітній фонд, створений Джеймсом Ренді. Зареєстровано в США. Займається дослідженнями та науковою перевіркою фактів, які подаються різними особами та організаціями як аномальні явища.
- Комісія по боротьбі з лженаукою і фальсифікацією наукових досліджень — науково-координаційна організація[9] при Президії Російської академії наук.
- Товариство скептиків — некомерційна організація в США.
- Список скептиків та скептичних організацій[en]